# Liparetrus rothei
Liparetrus rothei är en skalbaggsart som beskrevs av Blackburn 1888. Liparetrus rothei ingår i släktet Liparetrus och familjen Melolonthidae. Inga underarter finns listade i Catalogue of Life.